# John Romita sr.
John Romita sr. (beter bekend als John Romita) (Brooklyn (New York), 24 januari 1930 – Long Island (New York), 12 juni 2023) was een Amerikaans stripauteur, die vooral bekend is van zijn werk bij Marvel Comics aan de serie The Amazing Spider-Man. Hij werd in 2002 geïntroduceerd in de Comic Book Hall of Fame.
Romita is de vader van John Romita jr., eveneens een stripauteur.

## Biografie

### Jonge jaren en vroege carrière
John Romita studeerde in 1947 af aan de School of Industrial Art. Zijn eerste werk als stripauteur was voor de serie Famous Funnies. Dit vond hij naar eigen zeggen maar niks.
Romita werkte een tijdje bij het New Yorkse bedrijf Forbes Lithograph in 1949, waar hij $30 per week verdiende. Een vriend van de kunstschool bood hem $20 per pagina voor het tekenen van een 10 pagina’s tellend verhaal, op voorwaarde dat Romita dit zou doen als Ghostwriter. Romita deed hierna nog meer van dit soort werk. Deze vriend werkte voor Marvels voorloper Timely Comcis, en via hem leerde Romita Stan Lee kennen.
Romita’s eerste strip waarvoor hij daadwerkelijk de eer kreeg als tekenaar was het zesdelige verhaal "The Bradshaw Boys" in Western Outlaws #1 (februari 1951) voor Marvels voorloper Atlas Comics uit de jaren 50. Hij schreef hierna een reeks horror-, oorlog-, romantische en andere strips. Zijn bekendste werk uit deze tijd was de kortlopende serie Captain America, die werd gemaakt in een poging de held weer populair te maken bij het publiek.
Romita was tevens de hoofdtekenaar voor een van de eerste series met een zwarte ster, "Waku, Prince of the Bantu" — bedacht door Don Rico en Ogden Whitney.

### Marvel Comics
10 jaar lang werkte Romita voor DC Comics waar hij werkte aan romantische strips. Hij ging daarna werken bij Marvel Comcis, waar hij weer aan superheldenstrips mocht werken.
Romita werkte korte tijd aan Daredevil, beginnend met deel #12. Dit was de eerste stap naar zijn jarenlange werk als tekenaar voor de serie The Amazing Spider-Man. Stan Lee liet Romita eerste een tweedelig Daredevil verhaal maken met Spider-Man in een gastrol, om te zien wat Romita met Spider-Man zou doen.
Als tekenaar van de serie volgde Romita Steve Ditko op. In het begin probeerde hij dan ook Ditko’s stijl te imiteren, maar gaf al snel zijn eigen draai aan de serie.
Toen de hoofdredacteur Stan Lee de positie van uitgever kreeg, maakte hij Romita tot artdirector. Met deze positie speelde Romita een grote rol bij het bepalen van het uiterlijk van de Marvel strips, en het ontwerp van nieuwe personages. Personages die hij hielp bedenken waren Punisher, Wolverine en Brother Voodoo.

### Latere carrière
Romita werkte samen met zijn zoon John aan The Amazing Spider-Man #500, waarbij hij de laatste pagina’s tekende. Midden 2000 zat Romita in het bestuur van directeuren van de liefdadigheidsinstelling The Hero Initiative.
In februari 2007 bracht Marvel de strip Daredevil #94 uit, waarin een eerbetoon aan Romita’s eerdere werk zat.
Romita overleed op 93-jarige leeftijd in zijn slaap.
- Bibsys: 1656996719792
- Biblioteca Nacional de España: XX1097169
- Bibliothèque nationale de France: cb120129447 (data)
- Catàleg d'autoritats de noms i títols de Catalunya: 981058508780106706
- Gemeinsame Normdatei: 1136033130
- International Standard Name Identifier: 0000 0001 0799 5117
- Library of Congress Control Number: n2006054269
- MusicBrainz: 7e8959cb-f399-4f85-a4e7-98660f4cd647
- Nationale Bibliotheek van Tsjechië: mzk2005269892
- Nationale bibliotheek van Australië: 40293178
- Nederlandse Thesaurus van Auteursnamen: 069206112
- Système universitaire de documentation: 078998026
- Virtual International Authority File: 41850714
- WorldCat: E39PBJbRkhRbWGKbJfXtvp4jG3